# 维什尼耶佩内农村居民点
维什尼耶佩内农村居民点（俄语：Вышнепенское сельское поселение）是俄罗斯联邦别尔哥罗德州拉基特诺耶区所属的一个农村居民点。其下辖有1个居民点，行政中心为维什尼耶佩内。据2016年统计，该农村居民点的人口为948人。